# Britt Bongaerts
Britt Bongaerts (* 3. November 1996 in Roermond) ist eine niederländische Volleyballspielerin. Die Zuspielerin spielte für mehrere Vereine in der deutschen Bundesliga und gewann dabei den Pokal und die Meisterschaft.

## Karriere
Bongaerts spielte bei der Volleybalvereniging Peelpush Meijel und beim Talentteam Papendal Arnhem. Von dort wechselte sie 2014 zu TV Twente Eurosped Almelo. Am Ende des Jahres wurde die Zuspielerin, die alle Nationalmannschaften ab der U14 durchlaufen hat, mit dem nach Ingrid Visser benannten Talentaward als beste Nachwuchsspielerin ihres Landes ausgezeichnet. Mit der A-Nationalmannschaft spielte sie beim Volleyball World Grand Prix 2015.
Anschließend wurde Bongaerts vom deutschen Bundesligisten Ladies in Black Aachen verpflichtet. In der Bundesliga-Saison 2015/16 belegten Aachen den zehnten Platz und schied in den Pre-Playoffs aus. Im DVV-Pokal 2015/16 erreichte die Mannschaft jedoch das Halbfinale gegen den Dresdner SC. Angesichts der finanziellen Probleme in Aachen wechselte Bongaerts 2016 zum Ligakonkurrenten USC Münster. Mit dem Verein kam sie in den Bundesliga-Playoffs und im DVV-Pokal jeweils ins Viertelfinale. Danach kehrte sie nach Aachen zurück. Mit den Ladies kam sie ins Playoff-Halbfinale.
2018 wechselte sie zum deutschen Meister SSC Palmberg Schwerin. In der Saison 2018/19 gewann Schwerin das Pokalfinale gegen Stuttgart, während das Playoff-Finale gegen denselben Gegner verloren ging. Im DVV-Pokal 2019/20 kam Bongaerts mit dem Verein ins Halbfinale. Als die Bundesliga-Saison kurz vor den Playoffs abgebrochen wurde, stand Schwerin auf dem ersten Tabellenplatz. Anschließend ging Bongaerts für eine Saison nach Polen zu ŁKS Łódź. Die Saison 2021/22 spielte sie für Bartoccini Fortinfissi Perugia, bevor sie 2022 vom deutschen Meister Allianz MTV Stuttgart verpflichtet wurde. Hier gewann sie  2023 und  2024 die Deutsche Meisterschaft. Im Oktober 2023 wurde sie VBL-Supercupsiegerin, im März 2024 DVV-Pokalsiegerin.